# Pico da Cruz
Pico da Cruz és un muntanya a la part oriental de l'illa de Santo Antão a Cap Verd. La seva elevació és de 1.585 m. Es troba 5 km al sud-oest de Pombas (Paul). La frontera municipal entre Paul i Porto Novo passa per la zona.